# Tetiana Xinkarenko
Tetiana Xinkarenko   (Txernivtsí, 26 d'octubre de 1978) és una jugadora d'handbol ucraïnesa, ja retirada, que va competir a cavall del segle XX i el segle xxi.
El 2004 va prendre part en els Jocs Olímpics d'Atenes, on guanyà la medalla de bronze en la competició d'handbol.
A nivell de clubs jugà de 1996 a 2002 al Motor de Zaporíjia, amb qui guanyà quatre lligues d'Ucraïna i la Recopa d'Europa del 2001. Posteriorment va fitxar per l'Hypo Niederösterreich d'Àustria, on va jugar durant cinc temporades, i amb qui guanyà cinc lligues i cinc copes austríaques.